# Páris
A Páris görög mitológiai eredetű férfinév, amely Parisz trójai királyfi nevéből származik. Jelentése bizonytalan, de nem függ össze Párizs városának a nevével. Női párja: Parisza

## Gyakorisága
Az 1990-es években szórványos név, a 2000-es években nem szerepel a 100 leggyakoribb férfinév között.

## Névnapok
- március 17.[2]
- április 28.[2]
- augusztus 5.[2]

## Híres Párisok
- Parisz mitológiai alak
- Páris, a Rómeó és Júlia egyik szereplője